# Antaios

Antaios est une revue créée et animée de concert par Ernst Jünger et Mircea Eliade, et publiée par la maison d'édition allemande Klett entre 1959 et 1971.
Il s'agissait d'un périodique bimestriel. Son tirage a varié entre mille deux cents et trois mille exemplaires.
« Antaios marque une entreprise d'hommes décidés à agir dans l'histoire, dans un monde où la spiritualité en est de plus en plus exclue et se trouve en réaction contre le culte de la pensée abstraite […]. Les thèmes abordés dans la revue tournent principalement autour d'un thème spécifiquement humain, le rapport de l'homme au sacré […]. »
La revue a publié des textes de Henri Michaux, Julius Evola, Jorge Luis Borges, Roger Caillois, Cioran et Marcel Jouhandeau, pour n'en citer que quelques-uns.
Une revue de même nom ressurgit de 1992 à 2001, dirigée par Christopher Gérard, avec des textes de Mircea Eliade et Ernst Jünger, à nouveau, mais aussi de Michel Maffesoli, Guy Rachet, Michel Mourlet, Guy Féquant, Alain de Benoist,  Christian-Joseph Guyonvarc'h, Marc Eemans, Jean Parvulesco, et Marcel Conche.